# No Guns Life
《非槍人生NO GUNS LIFE》是由カラスマタスク（乌丸匡）执笔，在集英社旗下月刊杂志《Ultra Jump》2013年8月号上刊载的短篇漫画。漫画以科幻的架空世界观为中心，以冷硬派（Hard-boiled）的风格，展开了一系列热血格斗故事。获得好评后，于2014年开始连载，单行本全13册。于2019年3月15日確認动画化，由MADHOUSE负责动画制作。小岛秀夫称赞《NO GUNS LIFE》的主人公乾十三，是“最后的昭和式英雄”。

## 故事简介
在旷日持久的世界大战后，城市中遍布着出于不同原因而接受了机械化改造的人类，这些人被称为“扩张者”。与此同时，扩张技术的开发方，科技公司“贝琉连”（ベリューレン）也因战争对高科技兵器与扩张改造的需求而迅速膨胀，成为了一手遮天的巨型企业，操控着整个城市。
随着扩张技术的发展，扩张者与普通人类之间逐渐产生了隔阂，也出现了许许多多的摩擦，由于过度改造而获得强大力量的“过剩扩张者”开始引发一系列社会问题，成为了威胁社会稳定的重大隐患。因此，政府下辖的复兴厅设立了名为EMS（扩张者对策局）的机构用以管理与扩张者相关的事务，与称霸一方的贝琉连形成了暗中联系又相互牵制的微妙局面。
在混乱的社会秩序中，故事的主角，以一把左轮手枪作为头部的过剩扩张者——乾十三以“处理屋”的身份活跃在城市中，负责接受委托并处理与扩张者相关的各种棘手案件，以此过着行走于刀尖之上的生活。而这样的生活，因为一次别有隐情的“绑架案件”发生了变化……

## 登场人物
（いぬい じゅうぞう，Juzo Inui）　聲：諏訪部順一
手枪头的“处理屋”。故事的主角。战争中被称为GSU（Gun Slave Unit/枪奴部队）的军用扩张者「槍奴機件」中的一员，為第十三號機體，作为获取力量的代价失去了成为扩张者之前的所有记忆，不过其本人对自己过去的记忆并不在乎。退伍后经营着一家名为“乾相谈所”的事务所，凭借着自己强大的力量处理着各种与扩张者相关的委托。性格沉稳务实但又意外地容易害羞，非常不擅长与女人和小孩子交流。爱好是打扫房间。嗜烟如命，通过抽烟获取扩张者必须的某种药物，最喜欢的香烟牌子是“种子岛”，同時也是唯一能抑制輔助腦失控的牌子，後期改用比“种子岛”更不易取得的手工特製私菸。讨厌湿气，因为担心自己的头弄湿之后会生锈。十三最忌讳的事就是被人随便触摸自己的扳机，只有得到认可的人才有资格扣动他的扳机，但是他似乎不打算认可任何人。
在戰爭時與名為格倫‧勒達的射手組成搭檔，並在戰爭末尾，受命前去鎮壓叛亂的GSU，在誘敵戰術下，十三在鐘塔使用超遠距離精密射擊將尚能行動的GSU全數擊潰，但在意識到自身的作為後又缺乏hands的抑止，最終暴走釋放出壓縮格納庫內所有武裝，將成為戰場的城鎮夷為平地 ，後在格倫的交易下，順利被釋放和除役。脊椎底部有羅馬數字13的式樣，象徵其作為第十三號的GSU，以針對單一強力目標的作戰模式被設計出來，核心機能為「區域戰用彈劾型態」，換裝後右手會更替為巨大的機械臂。由超高密度的合金組成，能夠將同為GSU的賽文的子彈輕易彈開，並撕裂其裝甲，且能夠使用"修肯·浮士德"的二段解放 威力足以將GSU的半邊身體整個轟掉。
梅雅丽·斯坦博格（Mary Steinberg，聲：沼倉愛美）
故事的女主角。一名开朗乐观的少女，在移民聚集地“九星窟”工作，是一位以高超的技艺对扩张者进行维修与改造的扩张技师。因为兄长对十三的委托而生活在十三的保护之下，两人也因此成为了十分要好的同事与朋友。在早期设定中，梅雅丽是十三的妹妹，不过在后来的连载中，作者更改了这个设定，设计了新的角色作为梅雅丽的哥哥。
多年來一直尋找哥哥维克多的下落，將流落到十三“处理屋”的铁朗當做自己的弟弟般照顧，有時也會對十三跟铁朗亂來的行事風格給予斥責。
荒吐铁朗（あらはばき てつろう，Tetsuro Arahabaki）　聲：山下大輝
贝琉连公司的CEO的儿子。本应养尊处优的他却因为不为人知的原因成为了贝琉连人体改造试验的实验体，并因此失去了过去的记忆。声带无法发声，却搭载了名为“和弦”的新型扩张体，可以远程操纵其他任何扩张者，但是同时会给自己的身体带来巨大的负担，并且操纵期间本人会失去意识。在运用自己获得的能力逃出生天之后受到了十三的保护，十三与贝琉连的冲突也从此开始……
在故事中期恢復記憶後才發現過去因看不慣贝琉连公司的所作所為，因而暗中提供資金協助反擴張技術的恐怖组织-斯匹次卑爾根，才被贝琉连公司幕後黑手指使改造试验處分。
奥莉薇·范德贝尔梅（Olivier Vandeberme，声：日笠阳子）
EMS的女局长，能力与姿色都非常出众的美人。和十三很熟，有时会给十三提供一些协助，并作为报偿让十三帮忙解决自己的麻烦。喜欢的东西是奇臭無比的鲱鱼罐头，据说可以用来缓解荒唐的上司与不听话的下属给她带来的压力。看似毒舌難相處，但似乎對十三有其一定的好感。
库洛然•冯•沃尔夫（Cronen von Volf，声：内田夕夜）
EMS工作部队的班长，與恐怖组织-斯匹次卑爾根的幹部-功木過去為同門師兄弟，虽然是沒做過任何擴張技術的人类，但是身手十分了得，有着不亚于扩张者的战斗能力，擅长用针攻击扩张者的要害部件使其迅速瘫痪。富有正义感，是个尽职尽责的工作狂，與十三之間近似惡交。
派帕（Pepper，声：水濑祈）
贝琉连的爪牙，是一名可以操纵GSU的枪手（Hands），有枪手操纵的GSU可以发挥出远远超过常人想象的力量。她与贝琉连手下的GSU赛文组成搭档，负责扫平妨碍到贝琉连霸权的任何存在。有着强烈的占有欲，十分渴望能够把十三也纳入自己的囊中。過去曾為贝琉连的實驗廢棄品，但因七號機赛文遲遲找不到合適的枪手（Hands）使其得到再次活命的機會，看似對赛文頤指氣使實則雙方感情已經跟家人沒有兩樣。
赛文（Seven，声：三瓶由布子）
贝琉连的爪牙，GSU的一员，七號機，头部是一把沙鹰，爱吃棒棒糖，是和十三水火不容的宿敌。与派帕组成所向披靡的搭档为贝琉连工作。因為改造出錯導致性格单纯而老实，十分依赖与信任派帕，并全心全意地把自己的身体作为道具供派帕使用。
维克多·斯坦博格（Victor Steinberg，聲：興津和幸）
梅雅丽的哥哥。從小與梅雅丽相依為命，在某次誤殺欲將梅雅丽賣給人販子的叔叔後直接選擇參軍，在战争中担任十三的专属技师，與十三的搭檔格倫‧勒達一樣，不將十三視作武器，战争结束后，向十三发出了照顾好妹妹的委托之后便下落不明，多年后却以“解体者”的身份现身在了反对扩张技术的恐怖组织-斯匹次卑爾根之中，但在後期證實“解体者”只是分身，真正的本體位置依舊不明。
在短期連載時，是乾十三參軍前的真實姓名。

## 专有名词
扩张者（エクステンド）
接受过身体扩张技术改造的人类。扩张者拥有被称为辅助脑的元件来操纵经过改造的躯体，他们也因此需要定期摄入特殊的药物来缓解其带来的负担。以杀人为目的进行大幅度改造的扩张者被称为过剩扩张者，在战后被认为是威胁城市秩序的隐患，过剩扩张者必须有政府颁发的赦免状才能在城市里活动。
GSU/槍奴機件
Gun Slave Unit的简称，头部被改造为枪械的特种兵，体内安装有通过空间压缩技术压缩的格纳库(骨骼內積層零式構構造體;Devil's backbone)，并有着通过头部的枪械发射威力巨大的弹药的能力，並根據戰略需求的不同能夠由椎骨連結格納庫進行特定裝備的換裝，GSU的單體戰鬥力都十分強大，為了起到制衡作用，必須由被稱為hands的射手手動啟動戰鬥程式才能完整發揮戰鬥能力，若hands不在場則會依據情況讓程式接管GSU控制權限定啟動戰鬥程式，战争时期，由十三名GSU与十三名Hands两两搭配，组成了名为“贵腐”的特种部队。在战争结束后，部队中的十二名GSU发动了叛乱，但最后被另外一位GSU所镇压，几乎全军覆没。
贝琉连
扩张技术的提供方，在战争中因开发与提供扩张处理而高速膨胀的大公司，是城市的实际统治者，暗地里进行了许多惨无人道的实验。
EMS/扩张者对策局
扩张者对策局。政府用以处理与扩张者相关事务而设立的机构，在局长奥莉薇的领导下暗中与贝琉连的势力较量着。但实际上势力远远不如贝琉连，甚至不得不在许多方面对贝琉连卑躬屈膝。制定了管制扩张者行动的EX法，违法者会被吊销赦免状从而遭到逮捕与报废处理。
斯匹次卑尔根
坚决反对扩张技术的恐怖组织，在被称为扩张者的天敌的解体者维克多的协助下引发了众多混乱，以消灭扩张技术与扩张者为目标活跃着。

## 出版書籍
| 册数 | 集英社         | 集英社                 | 青文出版社     | 青文出版社             |
| 册数 | 发售日期       | ISBN                   | 發售日期       | ISBN                   |
| ---- | -------------- | ---------------------- | -------------- | ---------------------- |
| 1    | 2015年2月19日  | ISBN 978-4-08-890124-4 | 2018年11月8日  | ISBN 978-986-356-583-3 |
| 2    | 2015年8月19日  | ISBN 978-4-08-890246-3 | 2019年10月9日  | ISBN 978-986-512-087-0 |
| 3    | 2016年3月18日  | ISBN 978-4-08-890402-3 | 2019年12月4日  | ISBN 978-986-512-173-0 |
| 4    | 2016年11月18日 | ISBN 978-4-08-890551-8 | 2020年3月18日  | ISBN 978-986-512-258-4 |
| 5    | 2017年5月19日  | ISBN 978-4-08-890649-2 | 2020年5月11日  | ISBN 978-986-512-331-4 |
| 6    | 2018年1月19日  | ISBN 978-4-08-890845-8 | 2020年8月19日  | ISBN 978-986-512470-0  |
| 7    | 2018年8月17日  | ISBN 978-4-08-891089-5 | 2021年4月22日  | ISBN 978-986-537803-5  |
| 8    | 2019年3月19日  | ISBN 978-4-08-891221-9 | 2021年11月15日 | ISBN 978-626-303714-4  |
| 9    | 2019年9月19日  | ISBN 978-4-08-891373-5 | 2021年12月15日 | ISBN 978-626-303867-7  |
| 10   | 2020年3月19日  | ISBN 978-4-08-891513-5 | 2024年8月28日  | ISBN 978-626-399368-6  |
| 11   | 2020年9月18日  | ISBN 978-4-08-891684-2 | 2024年10月3日  | ISBN 978-626-399540-6  |
| 12   | 2021年4月19日  | ISBN 978-4-08-891785-6 | 2024年10月3日  | ISBN 978-626-399541-3  |
| 13   | 2021年12月17日 | ISBN 978-4-08-892172-3 | 2024年10月31日 | ISBN 978-626-399709-7  |

## 電視動畫

### 製作人員
- 原作：カラスマタスク
- 監督：伊藤尚往
- 系列構成：菅原雪繪
- 人物設計：筱雅律
- 機械設計：出雲重機
- 道具設計：竹内杏子
- 色彩設計：堀川佳典
- CG監督：設樂友久
- 攝影監督：川下裕樹、井關大智
- 編輯：木村佳史子
- 音響監督：郷文裕貴
- 音樂：川井憲次
- 音樂製作：小倉充俊
- 動畫製作：MADHOUSE
- 製作：NGL PROJECT

### 主題曲
片頭曲
「MOTOR CITY」（第1~12話）
作詞、作曲、編曲、主唱：淺井健一
「Chaos Drifters」（第13~24話）
作曲、編曲：澤野弘之，作詞、主唱：Jean-Ken Johnny
片尾曲
「Game Over」（第1~12話）
作詞：Wataru Sugimoto、TITAN，作曲、編曲、主唱：DATS
「new world」（第13~24話）
作曲：杉森ジャック、小山祐樹、かわむら，作詞：かわむら，編曲、主唱：THIS IS JAPAN

### 各話列表
| 話數   | 日文標題 | 中文標題           | 劇本     | 分鏡              | 演出              | 作畫監督                                                                       |
| 第一季 | 第一季   | 第一季             | 第一季   | 第一季            | 第一季            |                                                                                |
| ------ | -------- | ------------------ | -------- | ----------------- | ----------------- | ------------------------------------------------------------------------------ |
| 第1話  |          | 失控擴張者         | 菅原雪繪 | 伊藤尚往          | 松村政輝          | 宮前真一                                                                       |
| 第2話  |          | 擴張體遠端控制裝置 | 菅原雪繪 | 伊藤尚往          | 中西伸彰          | 細山正樹、陈亮                                                                 |
| 第3話  |          | 提线木偶           | 菅原雪繪 | 川尻善昭          | 小畑賢            | 小畑賢                                                                         |
| 第4話  |          | 扳機               | 菅原雪繪 | 川尻善昭          | 殿勝秀樹          | 中村佑美子                                                                     |
| 第5話  |          | 擴張者對策局       | 菅原雪繪 | 伊藤尚往          | 松原聰            | 土屋圭                                                                         |
| 第6話  |          | 英雄               | 菅原雪繪 | 松村政輝          | 松本佳久          | 陈亮、徐承慧                                                                   |
| 第7話  |          | 過熱               | 菅原雪繪 | 伊藤尚往          | 中西伸彰          | 細山正樹、陈亮、藤田真弓 金璐浩、永田文宏                                      |
| 第8話  |          | 遺志               | 菅原雪繪 | 伊藤尚往          | 渕上真            | 宮前真一、Woo Jin-woo                                                          |
| 第9話  |          | 殘響               | 菅原雪繪 | 殿勝秀樹          | 佃泰佑            | 小畑賢、西出彩華、小林優子 橋本明日美、服部ますみ                              |
| 第10話 |          | 幻肢               | 菅原雪繪 | 殿勝秀樹          | 殿勝秀樹          | 中村佑美子、今村大樹 Hwang Young-sik、Ha Hyeng-ook Gang Chi-geoun              |
| 第11話 |          | 所有者             | 菅原雪繪 | 村松政輝          | 中西伸彰          | 細山正樹、陳亮、徐承慧                                                         |
| 第12話 |          | 亡靈               | 菅原雪繪 | 村松政輝          | 松原聰            | 土屋圭、西川千尋 Yu Seung-hee、Lee Gwan-woo Kim Yun-jung、Jo Eun-kyung         |
| 第二季 |          |                    |          |                   |                   |                                                                                |
| 第13話 |          | 轉換點             | 菅原雪繪 | 川尻善昭          | 松本佳久          | 海保仁美、上野沙弥佳、金璐浩 永田文宏、宮野健、畠山元 山﨑輝彦、細山正樹、陳亮 |
| 第14話 |          | 委託人             | 菅原雪繪 | 川尻善昭          | 渕上真            | 宮前真一、Kim Eun-seon、Lee Bu-hui                                             |
| 第15話 |          | 居住所             | 菅原雪繪 | 小島正士          | 細川ヒデキ        | Yu Seung Hee、lee Kawan Woo Park Myong Hwan、Kim Yun Jung                      |
| 第16話 |          | 技師               | 菅原雪繪 | 小島正士、松原聰  | 殿勝秀樹          | 今村大樹、Woo Jin-woo Kim Eun-sun、Ryu Seung-cheol                             |
| 第17話 |          | 貴腐               | 菅原雪繪 | 國行由里江        | 中西伸彰          | 菊池政芳、藤田真弓、畠山元 永田文宏、山崎輝彦、宮野健                          |
| 第18話 |          | 罪跡               | 菅原雪繪 | 川尻善昭          | 松原聰            | 中村佑美子、Kim Eun-sun Woo Jin-woo、Jang Gil-yong                             |
| 第19話 |          | 瘢痕               | 菅原雪繪 | 川尻善昭          | 松本佳久          | 海保仁美、上野沙彌佳、永田文宏                                                 |
| 第20話 |          | 天馬行空           | 菅原雪繪 | 渕上真            | 渕上真            | 西川千尋、宮前真一                                                             |
| 第21話 |          | 變質               | 菅原雪繪 | 渕上真            | 細川秀樹          | Kim Eun-sun Yu Seung-hee Kim Yun-jung Lee Gwan-woo Woo Gueum-yung Lee bu-hee   |
| 第22話 |          | 枷鎖               | 菅原雪繪 | 川尻善昭          | 渕上真            | 菊池政芳 宫野健 畠山元 永田文宏                                                |
| 第23話 |          | 扳机（再度）       | 菅原雪繪 | 伊藤尚往          | 殿胜秀树 伊藤尚往 | 今村大树 中村佑美子                                                            |
| 第24話 |          | 希冀               | 菅原雪繪 | 松村政辉 伊藤尚往 | 松原聪            | 宫野真一 西川千寻 松本麻美子                                                   |

### 藍光與DVD
| 卷數 | 發售日期       | 收錄話數       | 規格編號  | 規格編號  |
| 卷數 | 發售日期       | 收錄話數       | 藍光版    | DVD版     |
| ---- | -------------- | -------------- | --------- | --------- |
| 1    | 2020年2月26日  | 第1話－第6話   | BPBQ-1233 | BPDQ-1234 |
| 2    | 2020年4月22日  | 第7話－第12話  | BPBQ-1235 | BPDQ-1236 |
| 3    | 2020年9月30日  | 第13話－第18話 | BPBQ-1237 | BPDQ-1238 |
| 4    | 2020年10月28日 | 第19話－第24話 | BPBQ-1239 | BPDQ-1240 |

## 外部連結
- 电视动画「非枪人生」官方网站（页面存档备份，存于）（日語）
- 电视动画「非枪人生」官方的X（前Twitter）（日語）
- TVアニメ「ノー・ガンズ・ライフ」番組公式サイト | TBSテレビ（页面存档备份，存于）（日語）